# Gumpert Apollo HHF Hybrid Concept Car
Gumpert Apollo HHF Hybrid Concept Car – wyścigowy koncepcyjny supersamochód skonstruowany w 2008 roku przez niemiecką markę Gumpert. Nazwa „HHF” pochodzi od imienia i nazwiska projektanta – Heinza-Haralda Frentzena. Wymiary są nieznane. Waga wynosi 1300 kg. Osiągi nie są znane, lecz prędkość maksymalna z włączonym samym silnikiem elektrycznym wynosi 130 km/h. Do napędu użyto jednostki V8 3,3 l Bi-turbo DOHC 40v 90°, generującą moc maksymalną 530 KM oraz silnika elektrycznego, o nieznanej mocy. Typ nadwozia to 2-drzwiowe coupé. Projekt powstał w styczniu 2008 r, zaś prototyp w maju 2008 r. Bez homologacji.

## Akumulatory silnika elektrycznego
Akumulatory silnika elektrycznego są litowo-jonowe. Każdy z nich wytwarza 8,7 kW/h, w każdej 90 komórek. Masa pojedynczej sztuki wynosi 147 kg. System zarządzania akumulatorami przekazuje wszystkie istotne dane baterii do innych interfejsów pojazdu za pośrednictwem magistrali CAN. Mogą być przekazywane drogą satelitarną. Ładowane są przed wyścigiem, w razie potrzeby na pit-stopie. Energia, tak jak w Panozie Esperante GTR-1 Q9, może być odzyskiwana z wytwarzanego ciepła hamulców. Ze względów bezpieczeństwa, bateria wytrzymuje przeciążenie 150 g i jest zainstalowana w specjalnym oknie wypadku(?) pod  kokpitem.

## Dane techniczne

### Silnik

#### Silnik benzynowy
- V8 3,3 l Bi-turbo DOHC 40v 90°
- Maksymalny moment obrotowy: 580 Nm przy 4000 obr./min
- Moc maksymalna: 520 KM przy 7000 obr./min

#### Silnik elektryczny
- Moc maksymalna: 136 KM

### Osiągi
- Prędkość maksymalna: 300 km/h
- Prędkość maksymalna silnika elektrycznego: 130 km/h
- Przyspieszenie 0-100 km/h: b/d